# Hastingues
 Hastingues  (en occitano Hastings) es una población y comuna francesa, situada en la región de Aquitania, departamento de Landas, en el distrito de Dax y cantón de Peyrehorade.

## Historia
Villa fundada por Eduardo I de Inglaterra, pasó a poder francés al final de la guerra de los Cien Años. Fue incendiada en 1523 por las tropas españolas comandadas por Filiberto de Chalôns y en 1569 por los Hugonotes mandados por Gabriel I de Montgomery.

## Demografía
| 417 | 401 | 408 | 447 | 472 | 447 |
| Para los censos de 1962 a 1999 la población legal corresponde a la población sin duplicidades (Fuente: INSEE [Consultar]) |     |     |     |     |     |